# 望加锡足球俱乐部
PSM望加錫足球俱樂部（Persatuan Sepakbola Makassar，缩写PSM）又译作望加锡足球俱乐部（望家锡是南洋华侨对马卡萨的称呼），是印度尼西亚著名足球俱乐部，曾在2000年的本土联赛中夺冠，近年来三次获得联赛亚军，是印尼的传统强队之一。

## 亚冠联赛
PSM马卡萨队在亚俱杯和亚冠联赛中和中国球队多次交手：
03月21日 PSM马卡萨 1:3 山东鲁能泰山 00/01年亚俱杯东亚区决赛
04月7日 PSM马卡萨 0:1 大连实德    04年亚冠联赛F组
04月27日 大连实德 2:1 PSN马卡萨 04年亚冠联赛F组
04月6日 PSM马卡萨 0:1 山东鲁能泰山 05年亚冠联赛F组
04月20日 山东鲁能泰山 6:1 PSM马卡萨 05年亚冠联赛F组

## 外部連結
- 官方网站 （印尼語）
- 望加锡足球俱乐部的X（前Twitter）